# Lijst van personen uit Bolzano
Deze chronoiogische lijst van personen uit Bolzano bevat personen die in deze Italiaanse hoofdstad van de provincie Zuid-Tirol zijn geboren.

## Geboren in Bolzano

### Voor 1900
- Walther von der Vogelweide (1170-1230), zanger en dichter
- Ludwig Thuille (1861–1907), componist, muziekpedagoog en muziektheoreticus

### 1900–1949
- Dorian Gray (1928-2011), actrice
- Albert Mayr (1943-2024), componist en muziekpedagoog
- Gottfried Veit (1943), componist, muziekpedagoog en dirigent

### 1950–1979
- Marco Zanetti (1962), carambolebiljarter
- Antonella Bellutti (1968), wielrenster en bobsleester
- Paolo Orlandoni (1972), voetballer
- Isolde Kostner (1975), alpineskiester
- Nicola Mayr (1978), schaatsster
- Patrick Thaler (1978), alpineskiër
- Karen Putzer (1978), alpineskiester
- Michela Ponza (1979), biatlete
- Manuel Quinziato (1979), wielrenner

### 1980–1989

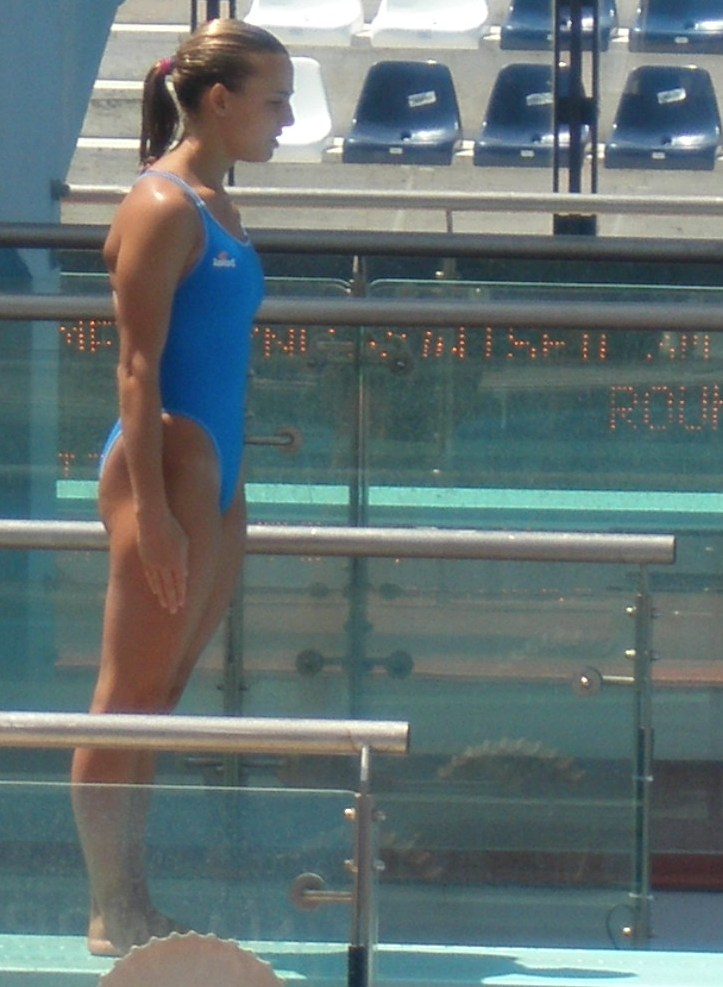
Schoonspringster Tania Cagnotto (1985)

- Florian Eisath (1984), alpineskiër
- Andreas Seppi (1984), tennisser
- Tania Cagnotto (1985), schoonspringster
- Eva Lechner (1985), veldrijdster en mountainbikester
- Stefano Gross (1986), alpineskiër
- Emanuel Perathoner (1986), snowboarder
- Carolina Kostner (1987), kunstschaatsster
- Christoph Mick (1988), snowboarder

### 1990–1999
- Elena Runggaldier (1990), schansspringster
- Simona Senoner (1993), langlaufster en schansspringster
- Alessia Vigilia (1999), wielrenster
- Alex Vinatzer (1999), alpineskiër
- Elena Pirrone (1999), wielrenster